# 데드 드롭

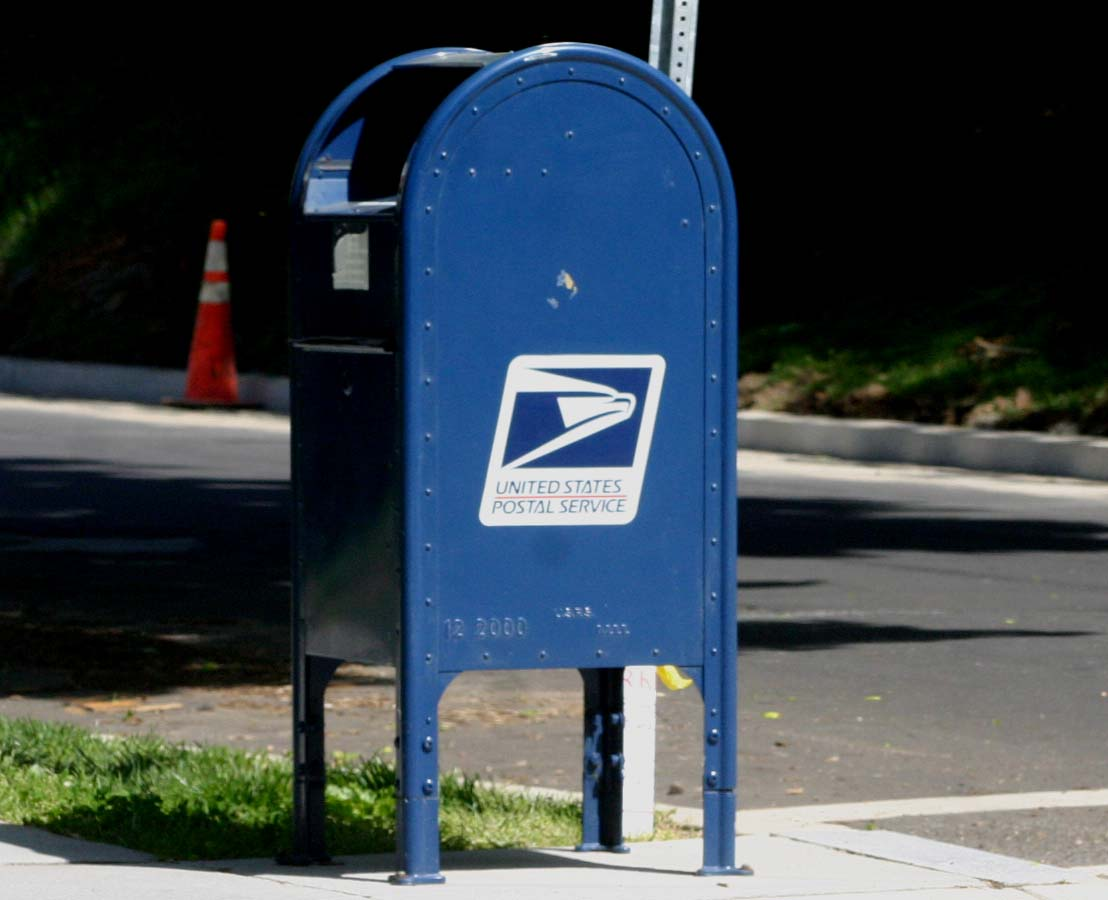
앨드리치 에임스가 러시아 측 정보원을 만날 때 사용했던 우편함과 동일한 위치에 있는 이 (대체) 우편함. 에임스는 미국 우정청 로고 위에 약 3 인치 길이의 가로 분필 자국을 남겼다.

데드 드롭(dead drop) 또는 데드 레터 박스(dead letter box)는 두 명의 개인(예: 담당관과 정보원 또는 두 명의 정보원)이 비밀 장소를 통해 물품이나 정보를 전달하는 간첩 행위의 첩보 기술 방법이다. 직접적인 만남을 피함으로써 개인은 작전 보안을 유지할 수 있다. 이 방법은 직접 얼굴을 맞대고 교환하는 라이브 드롭과 대조된다.
스파이와 그들의 조력자는 물품(돈, 비밀 또는 지시 등)을 숨기고 드롭이 완료되었음을 알리는 다양한 기술을 사용하여 데드 드롭을 수행하는 것으로 알려져 있다. 신호와 위치는 반드시 미리 합의되어야 하지만, 신호는 데드 드롭 자체와 가까운 곳에 위치할 수도 있고 그렇지 않을 수도 있다. 공작원들은 서로 알거나 만나지 않을 수도 있다.

## 방법
데드 드롭의 성공은 은닉 위치와 방법에 달려 있으며, 대중, 법 집행 기관 또는 기타 보안 부대에 공작원이 발각되지 않고 회수되도록 보장한다. 의심을 피하기 위해 흔한 일상 용품과 행동이 사용된다. 어떤 숨겨진 장소라도 사용된다.

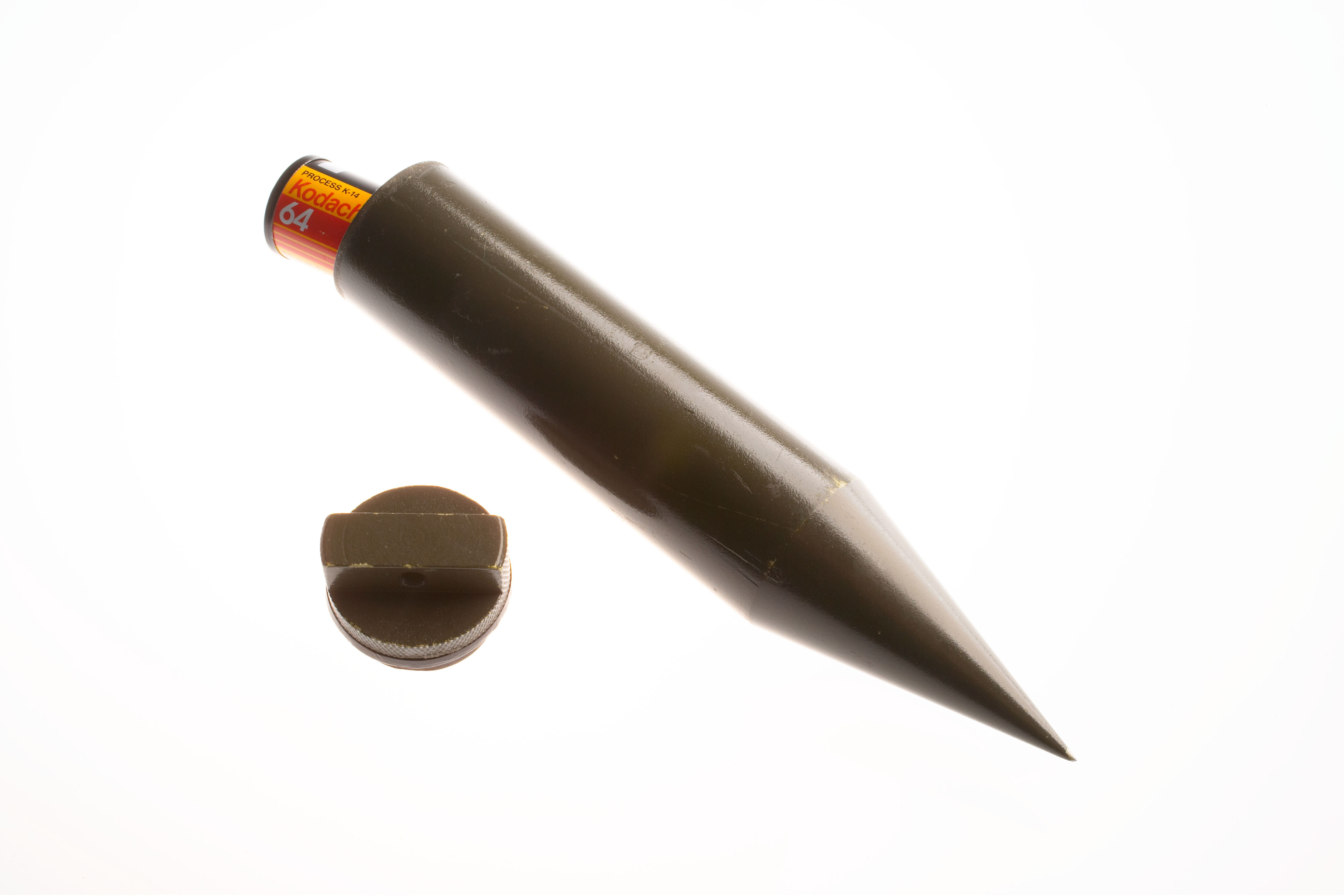
데드 드롭 스파이크

데드 드롭 스파이크는 마이크로캐시와 유사한 은닉 장치이다. 1960년대 후반부터 돈, 지도, 문서, 마이크로필름, 기타 물품을 숨기는 데 사용되었다. 스파이크는 물과 곰팡이에 강하며 땅에 묻거나 얕은 시내에 담가 나중에 회수할 수 있다. 또 다른 예는 KGB가 우발적인 개방을 방지하기 위해 캡의 나사산이 반대로 된 속이 빈 수나사를 사용하여 사용했다.
데드 드롭이 완료되었음을 알리기 위해 다양한 신호 방법이 사용된다. 여기에는 벽에 백악 자국, 가로등에 껌 조각 또는 벤치에 놓인 신문이 포함된다. 어떤 경우에는 발코니에 걸린 독특한 색상의 수건이나 창턱에 놓인 화분과 같이 외부에서 볼 수 있는 정보원의 거주지에서 신호가 만들어진다.

## 단점
데드 드롭 방식은 공작원/담당관 쌍 또는 전체 간첩망의 즉각적인 체포를 방지하는 데 유용하지만 단점이 없는 것은 아니다. 공작원 중 한 명이 노출되면 해당 데드 드롭의 위치와 신호를 공개할 수 있다. 그러면 방첩 기관은 해당 데드 드롭을 이중간첩으로 사용하여 다양한 목적(예: 적에게 오보를 흘리거나 이를 사용하는 다른 공작원을 식별하거나 궁극적으로 부비 트랩을 설치)을 달성할 수 있다. 또한 제3자가 예치된 자료를 발견할 위험도 있다.

## 현대적 기법
2006년 1월 23일, 러시아 연방보안국은 영국이 속이 빈 돌("스파이 록") 안에 숨겨진 무선통신 데드 드롭을 사용하여 러시아 정보원으로부터 첩보 정보를 수집하고 있다고 비난했다. 러시아 당국에 따르면, 정보를 전달하는 정보원은 돌에 접근하여 휴대용 장치에서 무선으로 데이터를 전송하고, 나중에 영국 담당관이 유사한 방법으로 저장된 데이터를 수집했다.

## 관련 문헌
- "Russians accuse 4 Britons of spying".International Herald Tribune. January 24, 2006. News report on Russian discovery of British "wireless dead drop".
- "Old spying lives on in new ways". 영국방송공사. 23 January 2006.
- Madrid suspects tied to e-mail ruse. International Herald Tribune. April 28, 2006.
- Military secrets missing on Ministry of Defence computer files
- Robert Burnson, "Accused Chinese spy pleads guilty in U.S. 'dead-drop' sting", Bloomberg, 25 novembre 2019.

## 추가 문헌
- Robert Wallace and H. Keith Melton, with Henry R. Schlesinger, Spycraft: The Secret History of the CIA's Spytechs, from Communism to al-Qaeda, New York, Dutton, 2008. ISBN 0-525-94980-1.